# 1021

## Narození
- 8. prosince – Wang An-š', čínský filosof, básník, ekonom, státník, reformátor a kancléř za vlády dynastie Sung († 21. května 1086)

## Hlavy států
- České knížectví – Oldřich
- Svatá říše římská – Jindřich II.
- Papež – Benedikt VIII.
- Francouzské království – Robert II.
- Lucembursko – Jindřich I.
- Anglické království – Knut Veliký
- Dánské království – Knut Veliký
- Švédské království – Olof Skötkonung
- Norské království – Olaf II. Svatý
- Polské knížectví – Boleslav I. Chrabrý
- Kyjevská Rus – Jaroslav I. Moudrý
- Uherské království – Štěpán I.
- Byzanc – Basileios II. Bulgaroktonos
- Bulharsko – Jan Vladislav
- Chorvatsko – Křesimír III.
- Afghánistán – Mahmúd
- Čína – Šeng-cung (dynastie Liao), Čen-cung (dynastie Severní Sung)